# Rolf Geiger
Rolf Geiger (Marbach am Neckar, 16 ottobre 1934 – 29 novembre 2023) è stato un calciatore tedesco, di ruolo attaccante.

## Carriera

### Club
Rolf Geiger inizia la carriera nell'FC Marbach, la squadra della sua città. Passa poi allo Stuttgarter Kickers nel 1955 per andare, due anni dopo, al Stoccarda dove resterà fino al 1962, vincendo, nel 1958, la Coppa di Germania. Nel 1962 passerà nelle file dell'A.C. Mantova, con la quale avrà una breve parentesi in Serie A per poi tornare in Germania, al VfB Stuttgart, l'anno dopo. Concluderà la carriera nel 1967.

### Nazionale
Con la Nazionale scenderà in campo 8 volte, segnando 2 reti.
Nel 1956 partecipa ai Giochi olimpici giocando per la Squadra Unificata Tedesca.

## Palmarès

### Club

#### Competizioni nazionali
- Coppa di Germania: 1

Stoccarda: 1957-1958